# Wirtschaftswissenschaftler
Als Wirtschaftswissenschaftler oder Ökonom (von griechisch-lateinisch oeconomus) bezeichnet man eine Person, die ein Studium der Wirtschaftswissenschaften abgeschlossen hat und in diesem Bereich wissenschaftlich tätig ist.
Der Begriff Wirtschaftswissenschaftler bezeichnet nicht nur Hochschulabsolventen mit dem akademischen Grad eines „Diplom-Ökonom/in bzw. Dipl.-Ök. (Dipl.-Oec.)“, sondern ist auch eine Bezeichnung für Absolventen anderer wirtschaftswissenschaftlicher Studiengänge, wie Betriebswirtschaftslehre oder Volkswirtschaftslehre.

## Berufsbild und Begriff

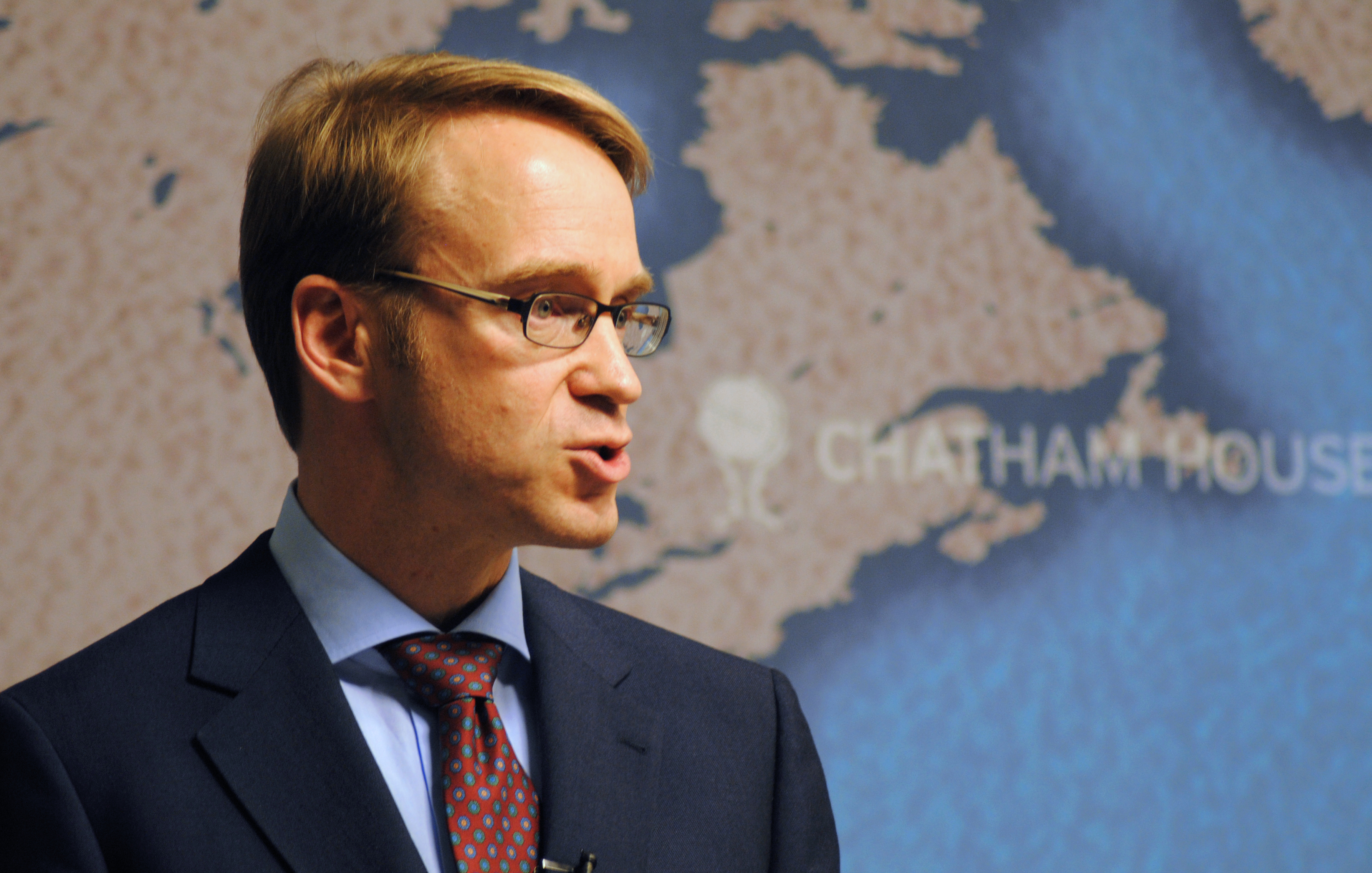
Jens Weidmann, Volkswirt und ehemaliger Präsident der Deutschen Bundesbank

Zum Berufsbild eines Wirtschaftswissenschaftlers gehört unter anderem eine Hochschullaufbahn mit dem Ziel, als Professor auf dem Gebiet der Wirtschaftswissenschaft zu forschen und zu lehren. Dazu gehört das Studium der Betriebswirtschaftslehre oder der Volkswirtschaftslehre mit einem Abschluss. Danach folgt in der Regel eine Tätigkeit als wissenschaftlicher Mitarbeiter, früher als wissenschaftlicher Assistent, heute als Akademischer Rat mit anschließender Promotion. Nach weiterer Tätigkeit in Forschung und Lehre ist eine Habilitationsschrift vorzulegen. Nach erfolgreicher Habilitation ist man berechtigt, als Privatdozent zu lehren. Herausragende Wissenschaftler erhalten nach einiger Zeit einen Ruf als Professor für Betriebswirtschaftslehre oder Volkswirtschaftslehre, eventuell sogar einen Ruf auf einen freiwerdenden Lehrstuhl.
Außerhalb des universitären Sektors arbeiten Wirtschaftswissenschaftler sowohl in staatlichen und internationalen Organisationen wie Zentralbanken, Finanzministerien, der IWF oder der Weltbank, als auch in vielen privatwirtschaftlichen Organisationen wie Wirtschaftsforschungsinstituten, Banken und anderen Großunternehmen, die Bedarf für Prognosen und Analysen der Wirtschaftslage haben. Ende 2013 waren 1,1 Millionen Wirtschaftswissenschaftler sozialversicherungspflichtig beschäftigt und 0,51 Millionen selbstständig.
Ausgehend vom Begriff „Nationalökonom“ beziehungsweise „Ökonom“ wird die Bezeichnung „Wirtschaftswissenschaftler“ gelegentlich auch umgangssprachlich gleichbedeutend für einen „Volkswirt“ und „Betriebswirt“ verwendet, weil diese ein wirtschaftswissenschaftliches Studium absolviert haben. Direkte Anwendung findet der Begriff „Ökonom“ in der Bezeichnung „Chefökonom“, die vor allem im Bankenbereich, aber auch bei Industrieunternehmen üblich ist.
Berufsverband der deutschen Ökonomen ist der Bundesverband Deutscher Volks- und Betriebswirte.

## Hochschulstudium

### Lehr- und Studienfächer
Bei wirtschaftswissenschaftlichen Studiengängen werden Studenten gleichgewichtig in einzel- und gesamtwirtschaftlichen Fachgebieten ausgebildet. Ein wirtschaftswissenschaftliches Hochschulstudium beinhaltet die Möglichkeit der Spezialisierung in verschiedenen speziellen Betriebswirtschaftslehren und speziellen Volkswirtschaftslehren, manchmal auch in rechts- und sozialwissenschaftlichen Wahlfächern.
Deshalb sind die Lehrstühle ausgewiesen als Lehrstühle für Betriebswirtschaftslehre und  Volkswirtschaftslehre und mindestens ein spezielles Fachgebiet.
Im Bereich des Hochschulstudiums, speziell an einer wirtschaftswissenschaftlichen Fakultät, ist der Begriff Wirtschaftswissenschaftler (abgekürzt WiWi) im universitären Sprachgebrauch, in Vorlesungen und in der Literatur meist als Synonym für einen Studenten in einem wirtschaftswissenschaftlichen Studiengang anzutreffen.

### Abschlüsse
An Hochschulen und Universitäten werden verschiedene wirtschaftswissenschaftliche Studiengänge angeboten. In Deutschland gab es diese bislang mit dem Abschluss Diplom-Kaufmann, Diplom-Volkswirt, Diplom-Betriebswirt, Diplom-Handelslehrer, aber auch Diplom-Ökonom bzw. Diplom-Wirtschaftswissenschaftler oder den sozialökonomisch ausgerichteten Diplom-Sozialwirt. Infolge des Bologna-Prozesses wurden die Diplomstudiengänge an allen wesentlichen Hochschulen in Bachelor- und Masterstudiengänge umgestellt.
Wirtschaftswissenschaftler promovieren meist zum „Dr. rer. oec.“ oder „Dr. rer. pol.“.